# باشگاه فوتبال باکینگهام تاون
باشگاه فوتبال باکینگهام تاون (به انگلیسی: Buckingham Town Football Club) یک باشگاه فوتبال در شهر باکینگهام، کشور انگلستان است که در سال ۱۸۸۳ میلادی تأسیس شده‌است.